# AGM-64 Hornet
AGM-64 Hornet war eine US-amerikanische Luft-Boden-Rakete, die über den Status als Versuchsträger nicht hinauskam.
Im Jahre 1960 fand unter der Aufsicht der US Air Force ein Projekt namens ATGAR (Anti-Tank-Guided-Aircraft-Rocket) statt. Letztlich wurde das Projekt nicht verwirklicht, aber die gewonnenen Ergebnisse waren so beeindruckend, dass die Air Force die Firma North American beauftragte, eine Luft-Boden-Rakete mit dem Namen AGM-64 Hornet zu entwickeln. Die Hornet war mit einem TV-Suchkopf und einem Feststoff-Raketenantrieb ausgestattet. 1964 fanden die ersten Tests unter der Bezeichnung XAGM-64A statt. Es wurde aber entschieden, dass das Projekt zu Gunsten der als besser angesehenen AGM-65 Maverick eingestellt wird.
Danach wurde die Hornet 1968, vor dem endgültigen Ende des Projektes, als Testplattform für verschiedene Zielsysteme genutzt. Unter anderem wurden an ihr ein später bei der AGM-114 Hellfire eingesetztes Laser-Zielsystem getestet.